# São Paulo (tiểu vùng)
São Paulo là một tiểu vùng thuộc bang São Paulo, Brasil. Tiều vùng này có diện tích 2348 km², dân số năm 2007 là 12755347 người.